# Gabriel Delagrange
Pour les articles homonymes, voir Delagrange.
Gabriel Delagrange, né en 1715 à Lausanne et mort dans la même ville en 1794, est un architecte suisse, actif essentiellement dans le canton de Vaud, mais qui a travaillé aussi à Morat et au Locle. 

## Biographie
Gabriel Delagrange, protestant, d’une famille originaire de Buxy (Saône-et-Loire), est fils de l’architecte Guillaume Delagrange et de Jeanne-Françoise Cottonet. Il a sans doute appris son métier d’architecte avec son père et son grand frère Jean-Pierre Delagrange. Veuf en 1757 d’Anne Bonnet, qui lui a donné quatre enfants, il se remarie avec Susanne-Judith, fille de son cousin germain Paul Rémy. Cette seconde épouse, de seize ans sa cadette, lui donne encore sept enfants (dont quatre survivront).
Gabriel apparaît comme bâtisseur dès 1739. En sa qualité d’« architecte de Leurs Excellences de Berne » (autorité sous laquelle se trouve le Pays de Vaud jusqu’à la Révolution vaudoise), il élève diverses cures et bâtiments officiels, et restaure également la cathédrale de Lausanne (1747-1749). Son œuvre, très importante, comprend notamment les temples de Corcelles-sur-Chavornay (1754) et surtout de Prilly (1765-1766), considéré comme le chef-d'œuvre des églises réformées de la campagne vaudoise. 
On distingue deux grands courants dans ses constructions civiles ou privées : L'un est baroquisant, comme l’ancien grenier d'Orbe (1758-1760), l'autre, classique, avec notamment le château de Corcelles-le-Jorat (1769), diverses maisons ville ou de campagne à Lausanne, mais aussi à Bettens (château, 1756), à Renens (maison des Tilleuls), à Payerne (hôpital, 1773-1775) et au Locle (maison Ducrot, 1787 ; Château des Monts, attribué, 1780-1790). À Lausanne, sur les chantiers du château de Beaulieu II (vers 1774-1775) et du château de Béthusy (1774) ainsi que sur celui du château de Champittet (1789-1791) à Cheseaux-Noréaz, il exécuta les idées d'autres architectes, encore inconnus.
Ce même architecte a également présenté en 1762 un projet pour l'hôtel de ville d'Orbe (projet abandonné cependant).